# Zeugophora viridipes
Zeugophora viridipes es una especie de coleóptero de la familia Megalopodidae.

## Distribución geográfica
Habita en Madagascar.